# گوماگودا
گوماگودا (به لاتین: Gomagoda) یک منطقهٔ مسکونی در سری‌لانکا است که در استان مرکزی (سری‌لانکا) واقع شده‌است.